# Cerro El Palomo
El Palomo es un activo estratovolcán chileno ubicado en la provincia de Cachapoal, Región de O'Higgins, a aproximadamente 20 km al norte del volcán Tinguiririca, frente a la ciudad de Rengo, pero inserto en la comuna de Machalí. 
El volcán presenta evidencia de disección glacial, y tiene una altura de 4.850 m s. n. m. Su área colindante presenta espectaculares agujas de granito, denominadas Agujas del Palomo. El volcán se alza dentro de la Reserva Nacional Río de Los Cipreses, como parte de la Sierra del Brujo. De acuerdo a información del SERNAGEOMIN, no se tiene evidencia de erupciones en los últimos 10 000 años, por lo que es candidato a ser eliminado de la lista de volcanes activos de Chile.

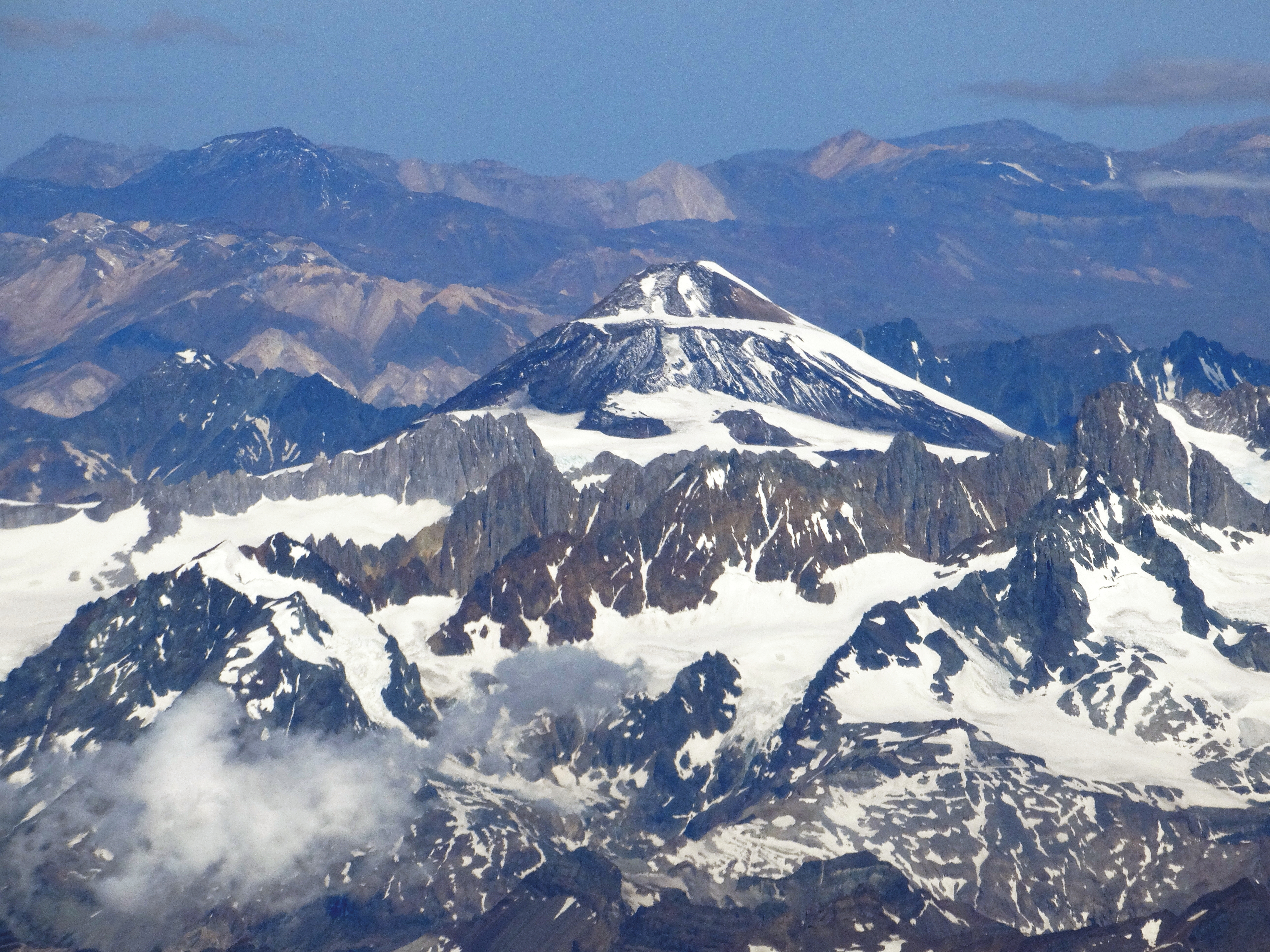
Cerro Palomo desde el oeste

Desde sus laderas nacen cuatro glaciares que conforman la más extensa zona de hielos en el Chile Central. Hacia el norte de su cumbre, corre el glaciar Palomo Norte, hacia el oeste desde sus laderas se descuelgan los neveros que forman el glaciar Cipreses y hacia el sur del cono volcánico y naciendo desde su misma cumbre, se encuentra una gran meseta de hielo conocida como Gran Plateau, de una extensión de unos 4 km de ancho y unos 7 de largo. Esta extensa planicie de hielo alimenta en su mayor parte al glaciar Cortaderal, que se descuelga muy abruptamente hacia el oeste y luego gira hacia el norte. En el centro sur de esta planicie helada se produce un rebalse de hielo que se dirige hacia el sur, formando uno de los glaciares más extensos del centro de Chile, el glaciar Universidad de unos 12 kilómetros de largo.